# Ignazio Ingrao
Ignazio Ingrao (Roma, 29 novembre 1969) è un giornalista e autore televisivo italiano.

## Biografia
Ha lavorato per l'agenzia di stampa Sir, ha diretto il bimestrale Coscienza ed è stato autore, oltre che conduttore, della trasmissione televisiva in onda su Rai1 A Sua immagine.
È noto per aver scritto, sia su riviste italiane sia straniere, numerosi articoli di analisi e approfondimento sulle vicende della Santa Sede e per aver firmato diverse inchieste su padre Robert A. Graham, su Pio XII e le foibe, sui cattolici dopo la fine della DC e sui fitti legami tra Chiesa e finanza.
È autore de Il Concilio Segreto, edito da Piemme, in cui anche grazie all'utilizzo di testimonianze dirette e documenti inediti affronta i temi cruciali del Concilio Vaticano II, molti dei quali costituiscono ancora oggi i nodi irrisolti della Chiesa cattolica.
In passato ha curato diverse pubblicazioni scientifiche sul tema dei diritti dell'uomo e dal 2005 al 2016 è caposervizio e vaticanista del settimanale Panorama. Per la stessa rivista cura il blog «Urbi et Orbi». I suoi articoli appaiono anche sull'organo di informazione in lingua francese Fait-Religieux e su molti periodici italiani.
Nel 2016 entra a far parte della redazione del TG1 come vaticanista e telecronista delle dirette sugli eventi religiosi e papali.
È fiduciario dell'Istituto nazionale di previdenza dei giornalisti italiani (INPGI) per il Lazio e consigliere d'amministrazione del Fondo di previdenza complementare dei giornalisti.
È docente presso l'Università Telematica Internazionale Uninettuno di Roma, nella facoltà di Scienze della Comunicazione, insegnante di Linguaggi della Televisione e del Giornalismo. Con detto ateneo offre, oltre che on-line, anche lezioni video sul canale televisivo satellitare Uninettuno University.Tv diffuso in tutta europa dal satellite Eutelsat Hot Bird 13° est.
È sposato e vive a Roma.

## Pubblicazioni monografiche
- La Bulgaria, in La protezione dei diritti dell'uomo nelle costituzioni dell'Europa centro-orientale dopo il 1989, Roma, LUISS/Partenone, 1994, SBN BVE\0084600.
- Il diritto all'ambiente nel quadro dei diritti dell'uomo, Trieste, Proxima Scientific Press, 1995. ISBN 88-86160-08-9.
- Il concilio segreto, Milano, Piemme, 2013. ISBN 978-88-566-3103-6.
- Amore e sesso ai tempi di papa Francesco. Le coppie, le famiglie, la Chiesa, Milano, Piemme, 2014. ISBN 978-88-566-4494-4.

## Articoli e saggi principali
- L'ipotesi di adesione dell'Unione europea alla Convenzione europea sui diritti dell'uomo: il punto di vista della Commissione, sta in L'Unione europea e i diritti dell'uomo, a cura di Paolo Ungari e Maria Paola Pietrosanti Malintoppi, Roma, Editrice Universitaria, 1995.
- (FR)  Le prises de vue du procès pénal: ont-elles une valeur éducative?, in Les Droits Fondamentaux et le Nouvelles Technologies de l'Information dans le secteur de l'Audiovisuel, Berlin, Jehele Rehm, 1996.
- L'informazione e la diffusione di idee razziste secondo la giurisprudenza della Corte di Strasburgo, sta in Razzismo, xenofobia, antisemitismo, intolleranza e diritti dell'uomo, a cura di Paolo Ungari e Maria Paola Pietrosanti Malintoppi, Roma, Editrice Universitaria, 1996.
- I principi monastici e le sfide della contemporaneità: il magistero di Benedetto XVI, sta in Italiani europei, n. 4, 2011.